# خانه شیخی دزفولی
خانه شیخی دزفولی مربوط به دوره پهلوی است و در دزفول، محله سیاهپوشان، پشت مسجد لب خندق واقع شده و این اثر در تاریخ ۱۷ اسفند ۱۳۸۱ با شمارهٔ ثبت ۷۵۶۷ به‌عنوان یکی از آثار ملی ایران به ثبت رسیده است.